# System manewrowania orbitalnego

Głowica orbitalnego systemu manewrowego wahadłowca

Jednym z zespołów promu kosmicznego jest orbitalny system manewrowy OMS (ang. Orbital Maneuvering System). Jest on źródłem ciągu niezbędnego do wejścia na orbitę, zachowania parametrów orbity, wejścia na wyższą orbitę, połączenia z innym statkiem kosmicznym, zejścia z wyznaczonej orbity, deorbitacji. Elementy OMS są usytuowane w dwóch niezależnych głowicach umieszczonych po obu stronach tylnej części kadłuba wahadłowca.

## OMS/RCS
Głowice OMS zawierają tylne dysze RCS i stanowią wspólnie zespół nazywany OMS/RCS. Każda głowica zespołu zawiera jeden silnik rakietowy OMS, dwanaście dysz RCS i sprzęt związany z dystrybucją paliwa rakietowego. Dwie głowice zapewniają nadmiarowość efektywności działania systemu OMS.
OMS jest wyposażony w dwa silniki manewrowe OMS firmy Aerojet Liquid Rocket Corporation o ciągu w próżni 26,688 kN każdy. Zapewniają one zmianę prędkości równą 305 m/s orbiterowi z ładunkiem 29 500 kg, która może być wykorzystana przy wejściu na określoną orbitę, do zmiany orbity, operacji spotkaniowej i zejścia z orbity. Silniki OMS pracują na hipergolicznych (samozapłonowych) materiałach pędnych: monometylohydrazynie (MMH) stanowiącej paliwo i tetratlenku diazotu (N2O4) – stanowiącym utleniacz. Stosunek utleniacz/paliwo wynosi 1,65, a ciśnienie w komorze spalania 860 kPa.
Silniki manewrowe OMS wraz z tylnymi zespołami silniczków korekcyjnych RCS są umieszczone na dwóch oprofilowanych głowicach na tylnej części kadłuba. Podczas obsługi naziemnej głowice są odłączane na czas przeglądu i powtórnego napełnienia silnie toksycznymi materiałami pędnymi. Łączna masa paliwa i utleniacza pojedynczego silnika OMS wynosi 10 900 kg. Każda z głowic zawiera zbiornik paliwa, zbiornik utleniacza, zbiornik helu do wytłaczania materiałów pędnych ze zbiorników, instalację doprowadzającą i zasilany ciśnieniowo silnik rakietowy.
Zawieszona przegubowo dysza silnika manewrowego może być pochylana i przechylana w granicach ±8° za pomocą elektromechanicznych siłowników przymocowanych do przedniej części komory spalania. Silnik składa się z płytowego wtryskiwacza, regeneracyjnie chłodzonej paliwem komory spalania, dyszy o dzwonowym kształcie, sterowanych pneumatycznie azotem kulowych zaworów materiałów pędnych, układu zawieszenia silnika i instalacji materiałów pędnych. Ma on długość 196 cm i masę 118 kg.
Przeznaczony jest do zastosowania w stu misjach kosmicznych w ciągu dziesięciu lat, w trakcie których wytrzymać musi 1000 rozruchów i skumulowany czas pracy 15 godzin.

## Wejście na orbitę
Rola orbitalnego systemu manewrowego zaczyna się, gdy podczas wznoszenia wahadłowca kończy się praca silników głównych i zostaje odrzucany zewnętrzny zbiornik paliwa silników głównych.
W fazie wznoszenia wahadłowca przewidziane są jeden lub dwa cykle ciągu silników OMS, we współpracy z silnikami RCS. Po wyłączeniu silników głównych, silniki RCS, zarówno tylne jak przednie, są użyte do utrzymania prawidłowego położenia wahadłowca podczas odłączania zewnętrznego zbiornika paliwa. W czasie odłączania zbiornika silniki OMS dostarczają ciąg do wymanewrowania wahadłowca z dala od zbiornika.
Po zakończeniu fazy wznoszenia pierwszym zadaniem OMS jest podniesienie wahadłowca na zaplanowaną orbitę i jest to realizowane poprzez ciąg obydwu silników manewrowych. Podczas tego cyklu prawidłowe położenie wahadłowca jest realizowane poprzez wektorowe ciągi silników OMS posiadających obrotowe zawieszenie. W tej fazie pracy OMS standardowo silniki RCS nie są używane, ale ich użycie nie jest wykluczone.

## Deorbitacja
Do operacji deorbitacji są użyte obydwa silniki manewrowe OMS. Dane do deorbitacji są opracowane na Ziemi i przesłane do pokładowego GPC poprzez kanał transmisji danych. Przed uruchomieniem silników manewrowych załoga ustawia wahadłowiec przy pomocy RCS tyłem w kierunku ruchu. 2,5-minutowa praca silników manewrowych OMS inicjuje deorbitację. Następnie załoga przy pomocy RCS, sterując ręcznie, ustawia wahadłowiec w położeniu prawidłowym do wejścia w atmosferę, dziobem w kierunku ruchu.
Przed wejściem do atmosfery pozostałości paliwa w przednich RCS zostają odrzucone poprzez wypalenie przez przednie dysze RCS.
Od wysokości 130 kilometrów wahadłowiec jest sterowany we wszystkich płaszczyznach tylnymi dyszami RCS. Lotki wahadłowca stają się użyteczne od wartości ciśnienia dynamicznego wynoszącego 0,005 atm i w tym momencie dysze RCS decydujące o przechyłach bocznych zostają automatycznie wyłączone. Od ciśnienia dynamicznego równego 0,01 atm staje się efektywne działanie steru kierunku i następuje wtedy automatyczne wyłączenie dysz RCS sterujących odchyleniem od kursu. Przy szybkości poniżej 3,5 Macha staje się aktywny hamulec aerodynamiczny.